# Corydalis pseudoadoxa
Corydalis pseudoadoxa är en vallmoväxtart som först beskrevs av Cheng Yih Wu och H. Chuang, och fick sitt nu gällande namn av Cheng Yih Wu och H. Chuang. Corydalis pseudoadoxa ingår i släktet nunneörter, och familjen vallmoväxter. Inga underarter finns listade i Catalogue of Life.